# Вигнання бісів на заході сонця

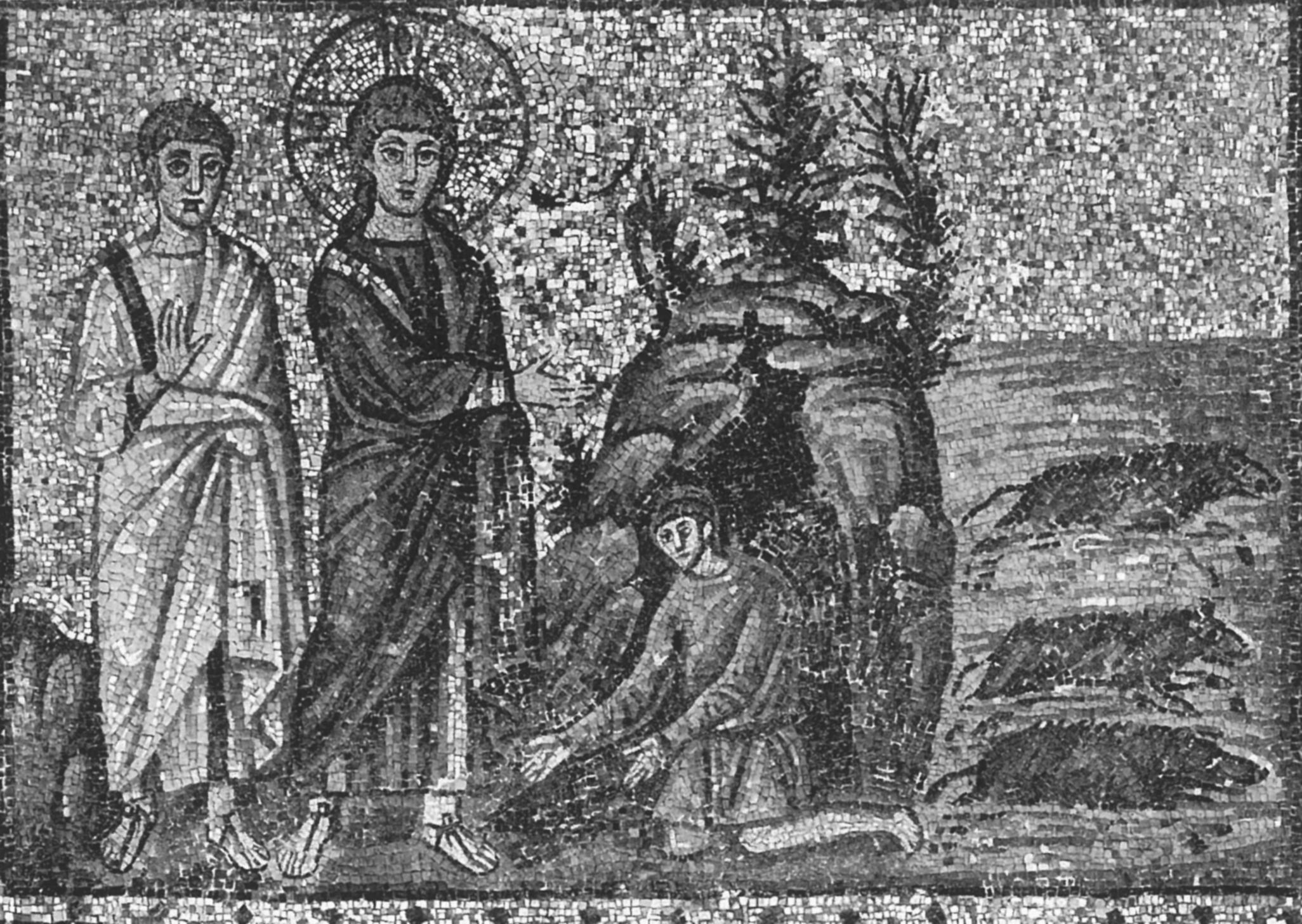
Вигнання бісів на заході сонця. Мозаїка у Сант-Аполлінаре-Нуово. Равенна.

Вигнання бісів на заході сонця — євангельська подія, одно з чудес Ісуса Христа описана у синоптичних Євангеліях: Мк. 1:32-34, Лк. 4:40-41, Мт. 8:16-17.

## Подія
У Капернаумі ще говорилося про визволення біснуватого, а вже приходить друга новина, що також і Петрова теща оздоровлена. Багато хоче скористатися таким чудотворцем. Оскільки ще був суботній день, очікують вечора, заходу сонця. І вечором коло хати Петра поприносили різних хворих, принесли інших біснуватих і усе місто зібралося перед дверима (Мр. 1:33):

Ісус, що між самарянами спонтанно заявляв, що він Месія, тут між євреєями не дозволяв, щоби ту саму заяву робив авторитетний свідок — диявол. Тут була небезпека, якої серед самаритян не було, а саме, що євреї, йдучи за загальною думкою, були б вважали Месію за політичного провідника, але як і Йоан Хреститель не займався політикою, так і Ісус не займався нею. Він проповідував не царства світу чи людини, а царство небесне й Боже. Тут він поки що лише продовжує проповідь Йоана, звіщаючи лише, що наближається царство Боже (Мт. 4:17, Мр. 1:15).